# Convair C-131 Samaritan
Convair C-131 Samaritan je bilo  vojaško transportno letalo ameriškega proizvajalca Convair. Samaritan je vojaška verzija letala Convair CV-240. Slednji je bil razvit kot naslednik Douglasa DC-3, prvič je poletel 16. marca 1947, vojaški C-131 pa 22. septembra 1949. C-131 je bil v proizvodnji v letih 1954−1956 in je bil eno izmed zadnjih batnognanih večjih letal. 

## Specifikacije (C-131B)
Podatki iz United States Military Aircraft since 1909; Swanborough and Bowers 1969, p. 150
Splošne karakteristike
- Posadka: 4
- Število sedežev: 48 potnikov
- Dolžina: 79 ft 2 in (24,14 m)
- Razpon kril: 105 ft 4 in (32,11 m)
- Višina: 28 ft 2 in (8,59 m)
- Površina kril: 920 ft² (85,5 m²)
- Teža praznega letala: 29248 lb (13294 kg)
- Maks. vzletna teža: 47000 lb (21363 kg)
- Pogon letala: 2 ×  18-valjni zračnohlajeni zvezdasti motor Pratt & Whitney R-2800-99 "Double Wasp", 2500 KM (1865 kW)  vsak

 Zmogljivost 
- Maks. hitrost: 293 mph (255 vozlov, 472 km/h)
- Potovalna hitrost: 254 mph (221 vozlov, 409 km/h)
- Doseg: 450 milj (391 nmi, 725 km)
- Višina leta: 24500 ft (7470 m)
- Hitrost vzpenjanja: 1410 ft/min (7,2 m/s)